# Landesspital (Bratislava)
Das Landesspital, in Preßburg auch als „Königlich Ungarisches Landes-Krankenhaus“ bekannt, galt als das modernste Krankenhaus der damaligen Zeit im gesamten Königreich Ungarn.

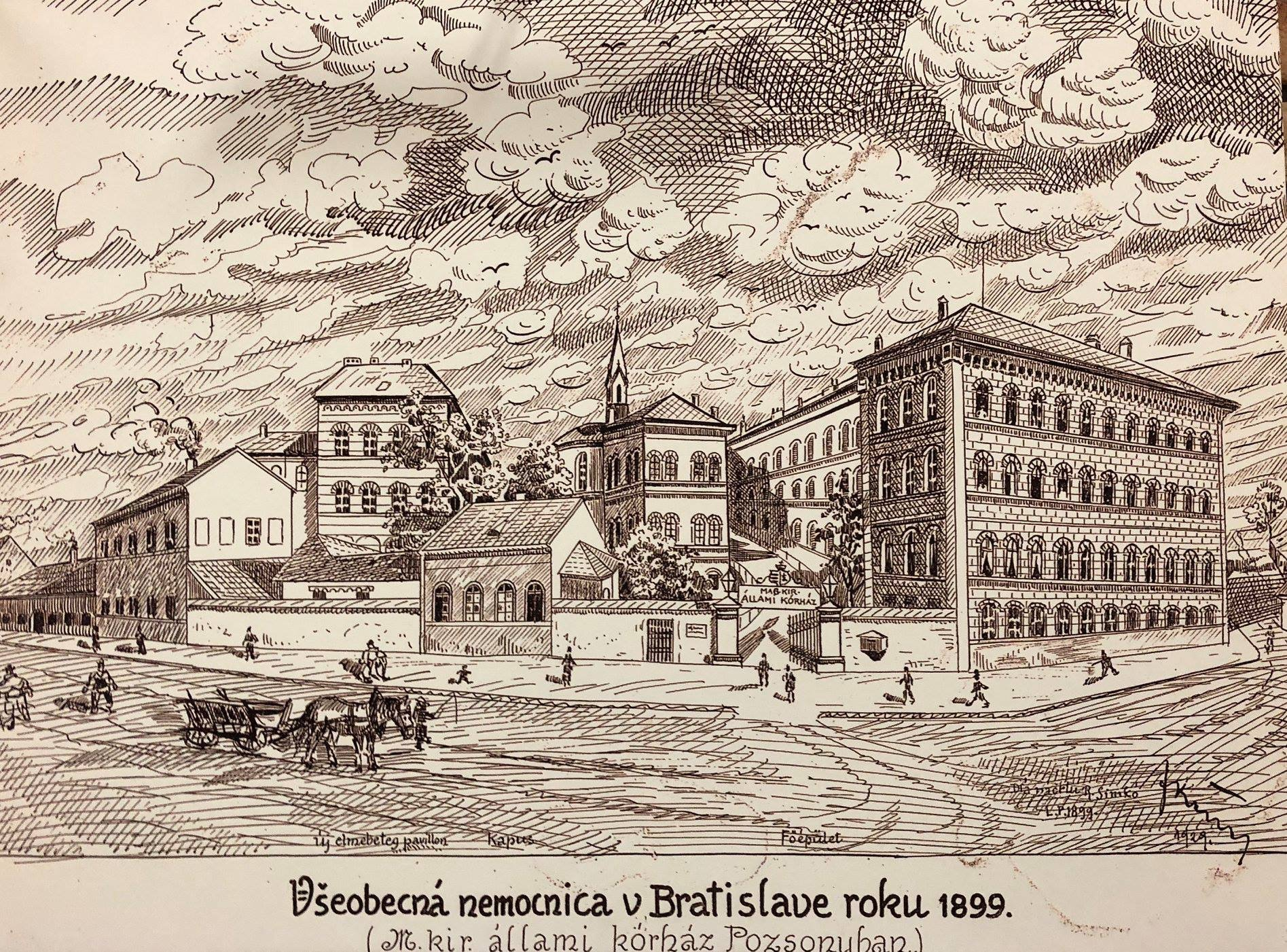
Landesspital in Preßburg, Zustand 1899 (Zeichnung von R. Simko)

## Geschichte
Bereits im Jahre 1850 wurde ein Landesfonds der Ungarischen Regierung in Höhe von 320 000 Gulden (640 000 Kronen) für den Bau eines überregionalen modernen Krankenhauses in Preßburg bereitgestellt. Diese Gelder reichten jedoch nicht aus, so dass weitere Beträge aus den Gewinnen der Staatslotterie in das Bauprojekt flossen. Die Anstalt bestand aus einem Hauptgebäude und zahlreichen Nebengebäuden. Das Hauptgebäude wurde in Hufeisenform von dem bekannten Preßburger Baumeister Ignaz Feigler d. J. in Baustil des Klassizismus (mit Elementen der Romantik) geplant und von drei Gassen des Stadtviertels 'Blumenthal' eingegrenzt. Mit den Bauarbeiten wurde im Jahre 1857 begonnen. Das dreistöckige – nach Südosten ausgerichtete – Gebäude sollte ursprünglich am 14. Oktober 1864 eingeweiht werden. Die Einweihung des Krankenhauses verzögerte sich jedoch, auch in Aussicht genommene Termine am 27. und 28. Oktober konnten nicht eingehalten werden. Die Einweihung erfolgte am 29. Oktober 1864. Die Preßburger Zeitung schrieb am 28. Oktober 1864 folgendes darüber:
In Verhinderung des Landes-Protomedikus, Hrn. Dr. Hollán, wird der Hr. Obergespans-Stellvertreter von Neßter morgen, Samstag den 29., 11 Uhr Vormittags, das Landesspital dem Hrn. Medicinalrath, Director Dr. Déván, dienstlich übergeben und die an dieser Anstalt angestellten Aerzte und Beamten installieren. Die Aufnahme der Kranken findet schon den darauf folgenden Nachmittag statt.

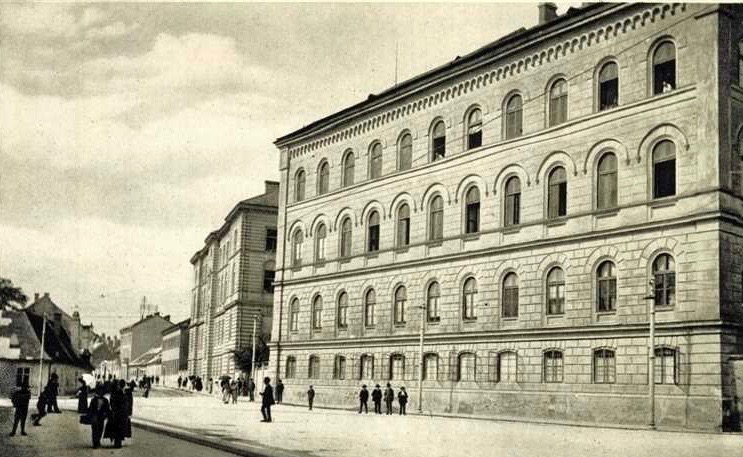
Landesspital Preßburg, Seitenfront von der Elisabethgasse aus gesehen (~ 1918)

Ursprünglich konnte das Krankenhaus 276 Kranke aufnehmen.
Das Hospital hatte in seiner Anfangszeit folgende Belegung:
- Untergeschoss: Nervenheilanstalt[4] mit 56 Betten
- Erdgeschoss: Chirurgie mit 54 Betten (18 für Männer und 36 für Frauen); hier befand sich auch die Wohnung des Direktors der Klinik
- 1. Obergeschoss: Innere Medizin mit 84 Betten
- 2. Obergeschoss: Abteilung für Syphilis und Hautkrankheiten mit 50 Betten

Im Mittelgebäude, welches im ersten und zweiten Stock durch einen Gang mit den Seitenflügeln verbunden war, befanden sich
- 1. Obergeschoss: eine Kapelle und Abteilung für Augenheilkunde mit 20 Betten
- 2. Obergeschoss: Geburtenabteilung mit 12 Betten[5]

Die Patienten wurden von sechs Ärzten betreut: dem Direktor der Klinik, 2 Oberärzten, 1 Augenarzt und 2 „Secundarärzten“. Außerdem stand eine Anzahl von Pflegern, Schwestern und Hilfspersonal zur Verfügung.

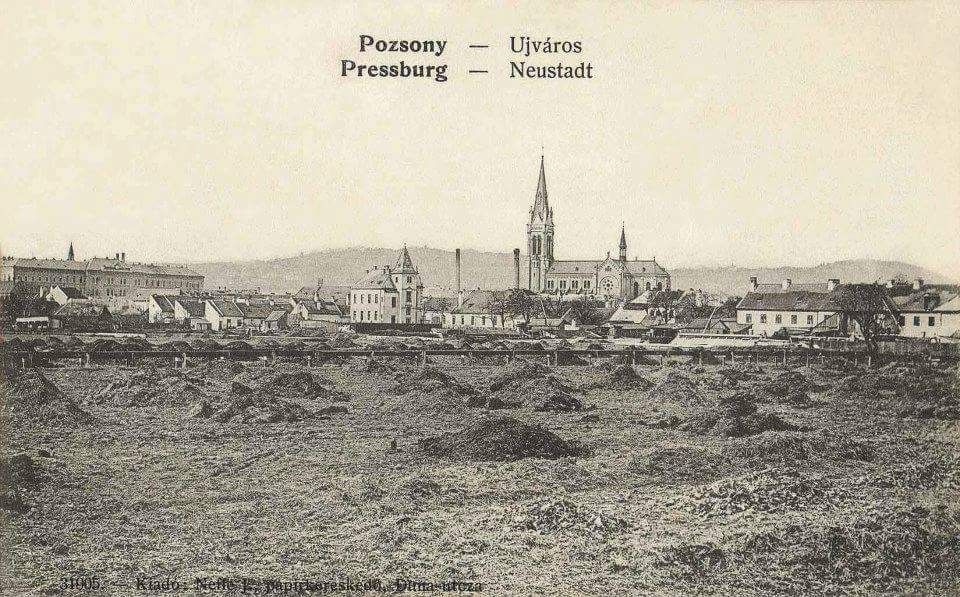
Das Blumenthal in der Gründerzeit; links das Gebäude des Landesspitals, rechts die Blumenthaler Kirche

Bereits im Jahre 1867 erhöhte sich die Krankenhauskapazität auf 382 Betten. Jedoch auch auf Grund dieser Erweiterung erwies sich das Krankenhaus bald als zu klein; so erfolgten bereits 1899 weitere Anbauten, in welchen weitere Abteilungen eingerichtet wurden, wie z. B. eine neue Nervenheilanstalt mit 300 Betten, eine Abteilung für Infektionskrankheiten mit 45 Betten usw.

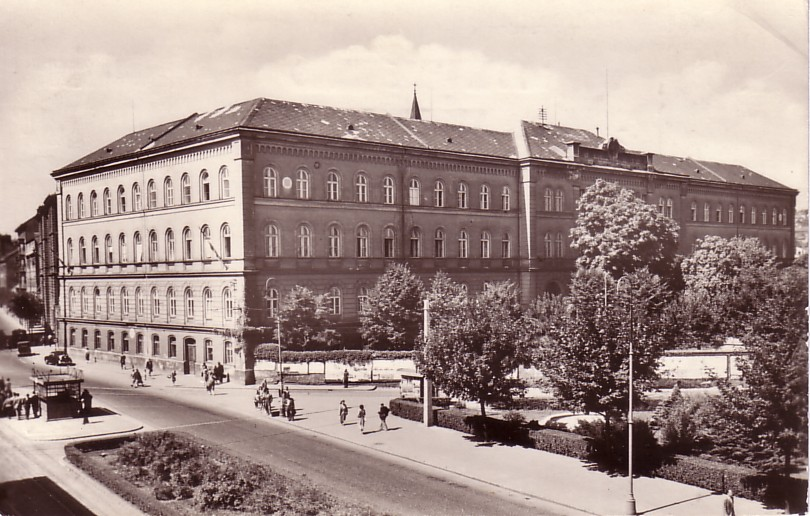
Das Landesspital um 1950 (Hauptfassade)

Zum Ende der Donaumonarchie entwickelte sich dieses Krankenhaus zu einem der bedeutendsten Heilanstalten in der gesamten Donaumonarchie. Mit 800 Betten gehörte es um die Jahrhundertwende zu den größten und namhaftesten Krankenhäusern in ganz Altungarn. Seine Ausstattung sowie die medizinischen Einrichtungen waren für die damalige Zeit vorbildlich und beispielgebend. Das Krankenhaus hatte Bäder und Warmwasserleitungen; alle Zimmer waren mit spülbaren Toiletten (WC) ausgestattet und konnten von außen (d. h. vom Gang her) beheizt werden. Das Krankenhaus besaß bereits in seiner Anfangszeit einen der ersten Röntgenapparate in damaligen Königreich Ungarn.
- Nach dem Ersten Weltkrieg und dem Zerfall Österreich-Ungarns als Preßburg anhand des Friedensvertrags von Trianon von Ungarn abgetrennt wurde, geriet das Krankenhaus unter die Herrschaft der Behörden der neu gegründeten Tschechoslowakei. Auch in dieser Zwischenkriegszeit war es die größte Anstalt der Stadt.

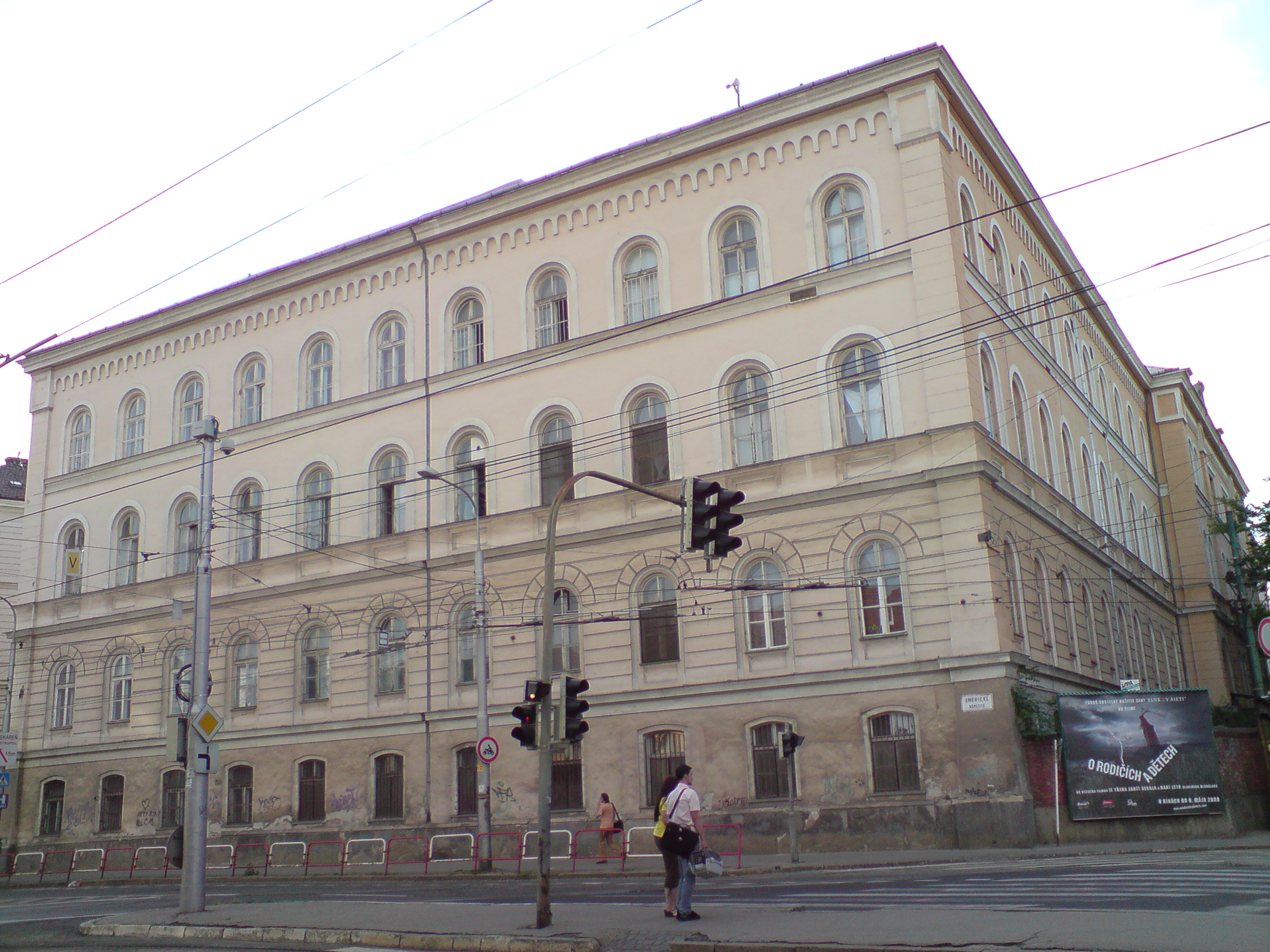
Das Landesspital im Jahre 2008

Als im Jahre 2010 das Universitätskrankenhaus Bratislava (slow. Univerzitná nemocnica Bratislava) begründet wurde, wurde auch das alte Landesspital in diesen Krankenhausverbund aufgenommen. Das Landesspital trägt heute den Namen Fakultätskrankenhaus Altstadt (slow. Nemocnica Staré mesto).